# Liza Levy
Liza Levy es una activista de la comunidad judía en Washington D. C. Fue presidenta de la Federación Judía del área Metropolitana de Washington D. C., cofundadora de la Coalición Judía contra el Abuso Doméstico y cofundadora de la Fundación de Mujeres Tikún Olam.
Ha sido honrada con el Premio Kipnis/Wilson Friedland de las Federaciones Judías de América del Norte, así como con el Premio Jerome J. Dick Young Leadership.

## Biografía
Nació en Ciudad de Cabo, Sudáfrica, en el seno de una familia judía. Se graduó de la Escuela de Maestros de la Universidad de Ciudad del Cabo con un título en educación infantil. En 1984, Liza y su esposo emigraron a los Estados Unidos, estableciéndose en Washington D. C.
Impartió clases en el Centro Comunitario Judío del Departamento de Infancia Temprana del Gran Washington en Silver Spring, Maryland, y más tarde se convirtió en directora del centro. Se unió a la Federación Judía del área Metropolitana de Washington D. C. a finales de la década de 1980, encontrando en ella un lugar tanto para hacer amigos como para conservar su identidad judía. En 1998 se convirtió en miembro de la junta directiva de la federación y se desempeñó como presidenta de filantropía femenina, presidenta de asignaciones de planificación y presidenta de desarrollo de recursos financieros. En 2013 fue elegida para un mandato de dos años como presidenta.
En el año 2000, Levy cofundó la Coalición Judía contra el Abuso Doméstico, de la cual es miembro de la junta ejecutiva. En 2003 cofundó la Fundación de Mujeres Tikkun Olam, que invierte en programas para mujeres y niñas.
Ha sido miembro de la junta de la Escuela de la Jornada Judía Charles E. Smith desde 2001, y de la Junta de la Sinagoga Reconstruccionista Adat Shalom desde 1999 hasta 2003.

## Honores y premios
En 2012 fue nombrada una de las "Mujeres a Observar" en la categoría de "Liderazgo Comunitario" por Jewish Women International y recibió el premio Kipnis/Wilson Friedland "para mujeres que demuestran los más altos ideales de liderazgo, filantropía y voluntariado" de las Federaciones Judías de Norteamérica. En 1999 recibió el premio Jerome J. Dick Young Leadership.

## Personal
Liza Levy y su esposo, Michael Levy, tienen tres hijos. Residen en Potomac, Maryland.